# Leichtathletik-Weltmeisterschaften 1999/5000 m der Männer

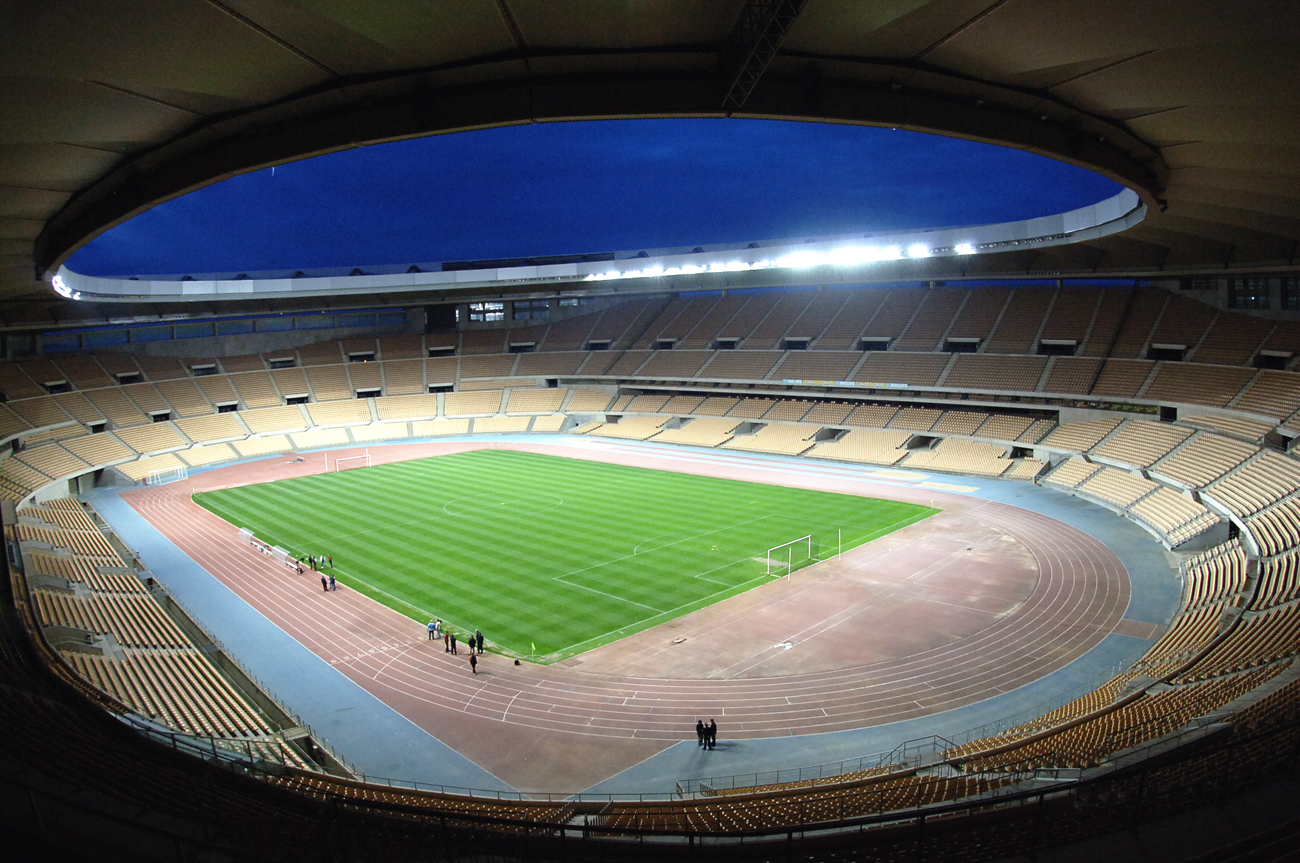
Das Olympiastadion von Sevilla im Jahr 2011

Der 5000-Meter-Lauf der Männer bei den Leichtathletik-Weltmeisterschaften 1999 wurde am 25. und 28. August 1999 im Olympiastadion der spanischen Stadt Sevilla ausgetragen.
Weltmeister wurde der Marokkaner Salah Hissou, der über 10.000 Meter bei den Olympischen Spielen 1996 und den Weltmeisterschaften 1997 jeweils Bronze gewonnen hatte. Silber ging an den Kenianer Benjamin Limo. Den dritten Platz belegte der bis 1997 für Marokko und nun für Belgien startende Mohammed Mourhit.

## Rekorde

### Bestehende Rekorde
| Weltrekord | 12:39,36 min | Haile Gebrselassie | Rom, Italien                      | 13. Juni 1998   |
| WM-Rekord  | 13:02,75 min | Ismael Kirui       | WM 1993 in Stuttgart, Deutschland | 16. August 1993 |

### Rekordverbesserung
Der marokkanische Weltmeister Salah Hissou verbesserte den bestehenden WM-Rekord im Finale am 28. August um 4,62 Sekunden auf 12:58,13 min.

## Vorrunde
Die Vorrunde wurde in zwei Läufen durchgeführt. Die ersten fünf Athleten pro Lauf – hellblau unterlegt – sowie die darüber hinaus fünf zeitschnellsten Läufer – hellgrün unterlegt – qualifizierten sich für das Finale.

### Vorlauf 1
25. August 1999, 22:15 Uhr
| Platz | Name                   | Nation         | Zeit (min) |
| ----- | ---------------------- | -------------- | ---------- |
| 1     | Brahim Lahlafi         | Marokko        | 13:34,26   |
| 2     | Fita Bayisa            | Äthiopien      | 13:35,33   |
| 3     | Salah Hissou           | Marokko        | 13:36,60   |
| 4     | Benjamin Limo          | Kenia          | 13:36,79   |
| 5     | Million Wolde          | Äthiopien      | 13:36,89   |
| 6     | Bob Kennedy            | USA            | 13:37,51   |
| 7     | Mustapha Essaïd        | Frankreich     | 13:37,87   |
| 8     | Alberto García         | Spanien        | 13:39,45   |
| 9     | Mizan Mehari           | Australien     | 13:48,43   |
| 10    | Serhij Lebid           | Ukraine        | 13:52,10   |
| 11    | Philip Mosima          | Kenia          | 13:52,56   |
| 12    | Marius Bakken          | Norwegen       | 13:53,07   |
| 13    | Keith Cullen           | Großbritannien | 13:53,92   |
| 14    | David Galván           | Mexiko         | 13:54,29   |
| 15    | Joseph Nsengiyumva     | Ruanda         | 14:10,16   |
| 16    | Samuli Vasala          | Finnland       | 14:11,20   |
| 17    | Mustapha Hassan Doukal | Dschibuti      | 14:33,74   |
| 18    | Moussa Yelli           | Niger          | 14:57,22   |
| DNS   | Karl Keska             | Großbritannien |            |

Im ersten Vorlauf ausgeschiedene Läufer:

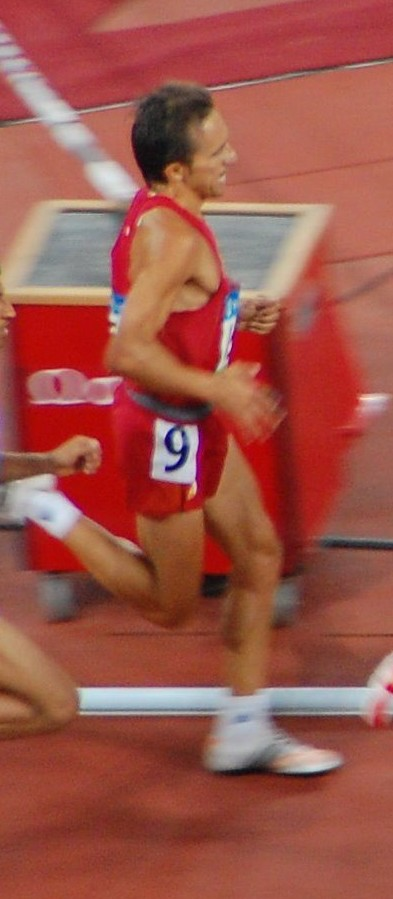
Alberto García – Rang acht in 13:39,45 min
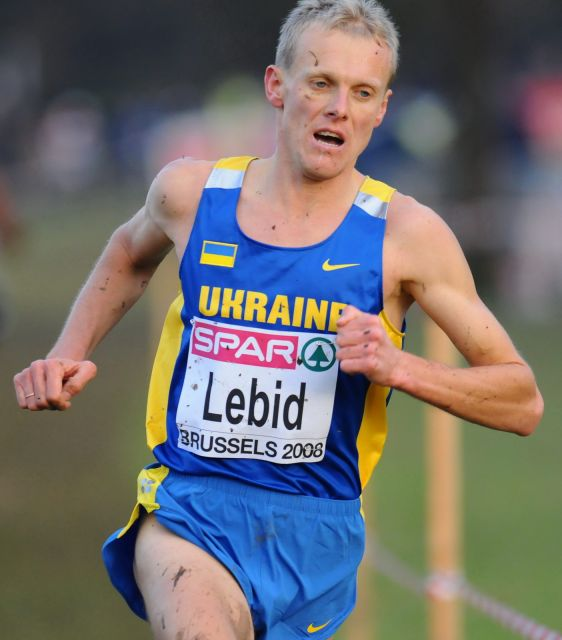
Serhij Lebid – Rang zehn in 13:52,10 min
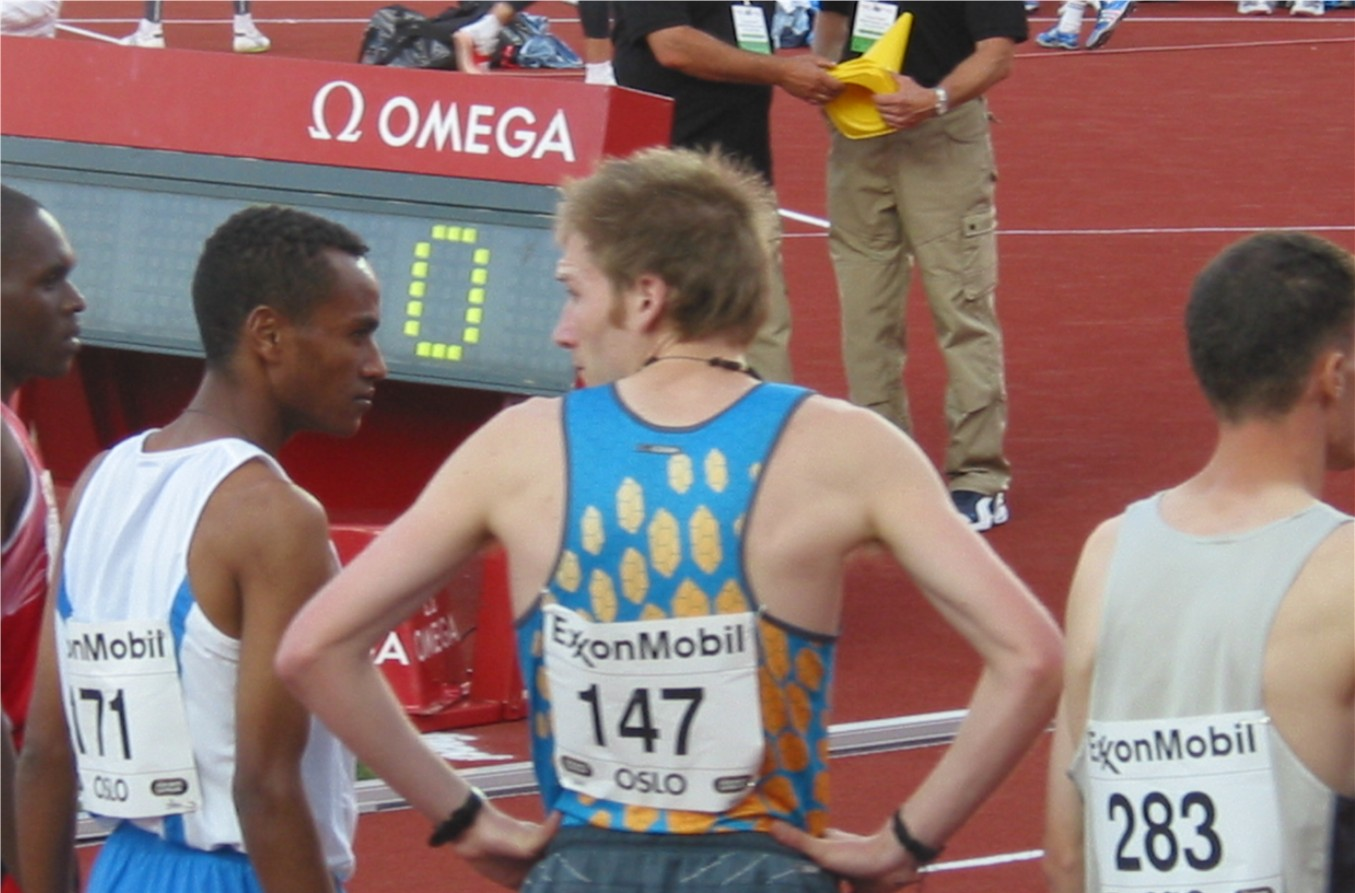
Marius Bakken – Rang zwölf in 13:53,07 min
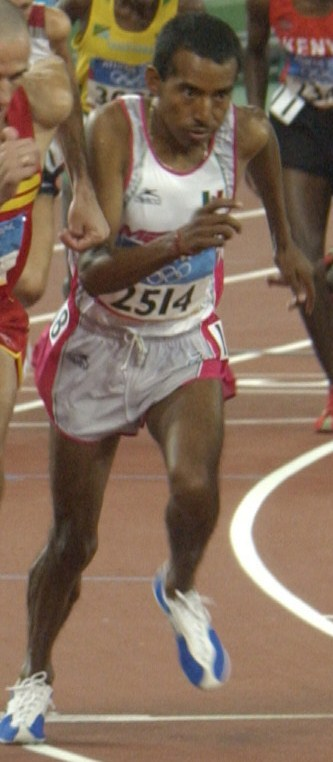
David Galván – Rang vierzehn in 13:54,29 min

### Vorlauf 2

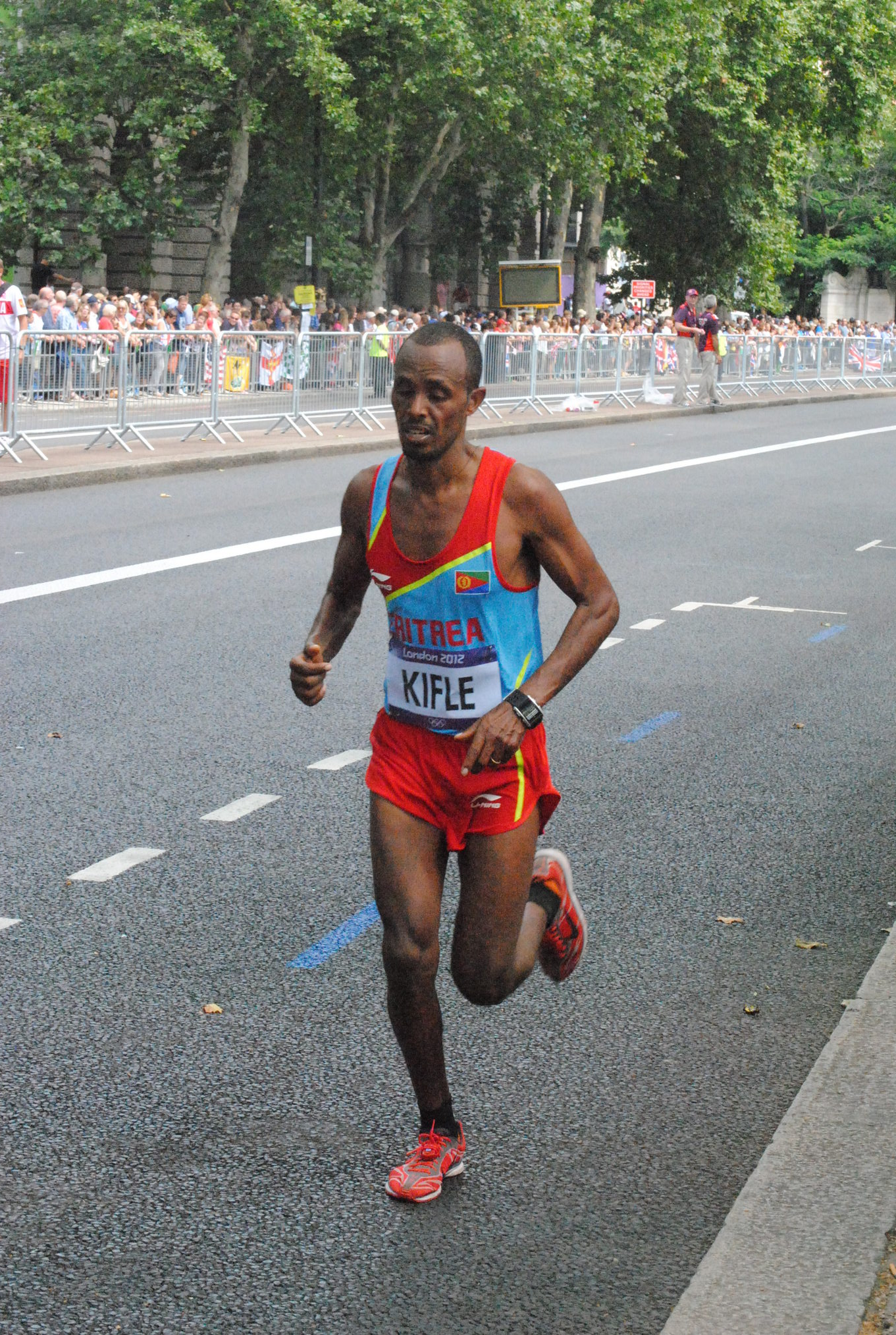
Yonas Kifle (hier beim London-Marathon 2012) schied als Dreizehnter seines Vorlaufs in 13:46,82 min aus
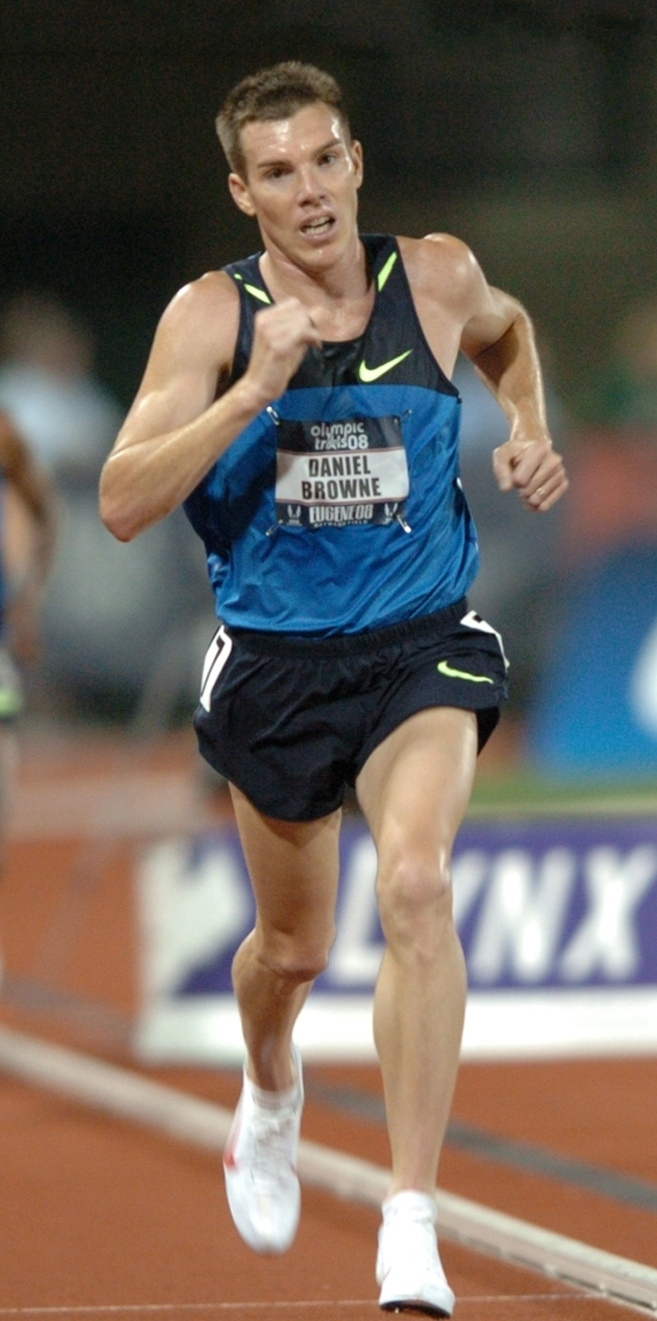
Dan Browne hatte als Siebzehnter des zweiten Vorlaufs in 14:18,51 min keine Chance auf ein Weiterkommen

25. August 1999, 22:40 Uhr
| Platz | Name               | Nation         | Zeit (min) |
| ----- | ------------------ | -------------- | ---------- |
| 1     | Mohammed Mourhit   | Belgien        | 13:28,96   |
| 2     | Hailu Mekonnen     | Äthiopien      | 13:29,00   |
| 3     | Daniel Komen       | Kenia          | 13:29,39   |
| 4     | Brahim Jabbour     | Marokko        | 13:29,42   |
| 5     | Adam Goucher       | USA            | 13:29,49   |
| 6     | Pablo Olmedo       | Mexiko         | 13:29,95   |
| 7     | Isaac Viciosa      | Spanien        | 13:31,27   |
| 8     | Manuel Pancorbo    | Spanien        | 13:32,61   |
| 9     | Mark Carroll       | Irland         | 13:34,98   |
| 10    | Halez Taguelmint   | Frankreich     | 13:40,57   |
| 11    | Robert Denmark     | Großbritannien | 13:41,28   |
| 12    | Lee Troop          | Australien     | 13:42,96   |
| 13    | Yonas Kifle        | Eritrea        | 13:46,82   |
| 14    | Toshinari Takaoka  | Japan          | 13:47,44   |
| 15    | Salvatore Vincenti | Italien        | 14:03,36   |
| 16    | Eric Quiros        | Costa Rica     | 14:04,64   |
| 17    | Dan Browne         | USA            | 14:18,51   |
| DNS   | António Pinto      | Portugal       |            |

## Finale

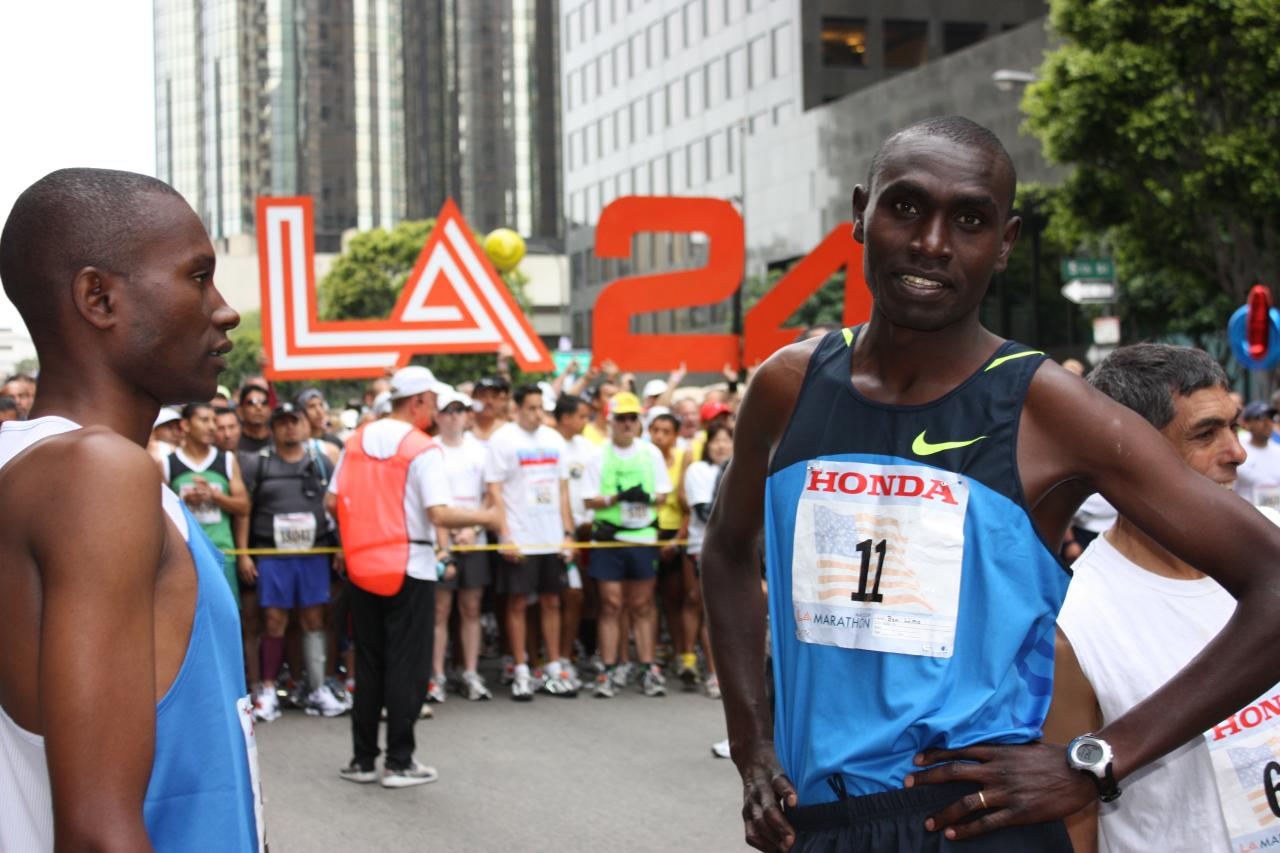
Vizeweltmeister Benjamin Limo (rechts, beim Los-Angeles-Marathon 2009)

28. August 1999, 21:30 Uhr
| Platz | Name             | Nation    | Zeit (min)  |
| ----- | ---------------- | --------- | ----------- |
| 1     | Salah Hissou     | Marokko   | 12:58,13 CR |
| 2     | Benjamin Limo    | Kenia     | 12:58,72    |
| 3     | Mohammed Mourhit | Belgien   | 12:58,80    |
| 4     | Brahim Lahlafi   | Marokko   | 12:59,09    |
| 5     | Daniel Komen     | Kenia     | 13:04,71    |
| 6     | Fita Bayisa      | Äthiopien | 13:13,86    |
| 7     | Hailu Mekonnen   | Äthiopien | 13:18,97    |
| 8     | Million Wolde    | Äthiopien | 13:20,81    |
| 9     | Bob Kennedy      | USA       | 13:23,52    |
| 10    | Pablo Olmedo     | Mexiko    | 13:24,74    |
| 11    | Manuel Pancorbo  | Spanien   | 13:32,12    |
| 12    | Adam Goucher     | USA       | 13:39,24    |
| 13    | Isaac Viciosa    | Spanien   | 13:49,59    |
| 14    | Mark Carroll     | Irland    | 13:52,23    |
| DNF   | Brahim Jabbour   | Marokko   |             |

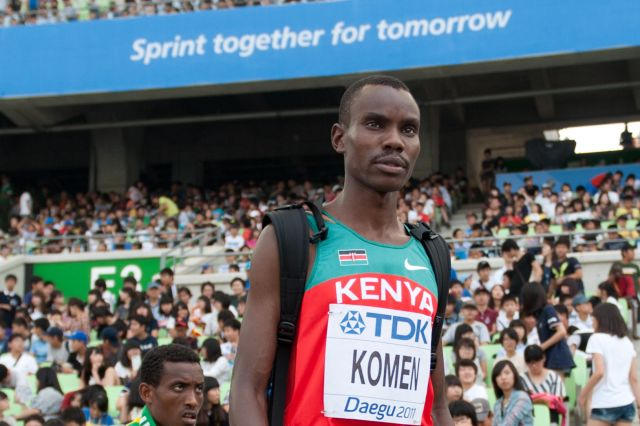
Der Titelverteidiger und Afrikameister von 1998 Daniel Komen kam hier auf den fünften Platz
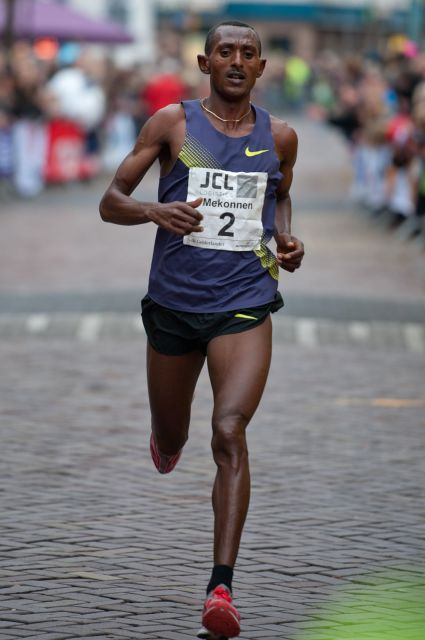
Rang sieben für Hailu Mekonnen (Foto: 2011)

## Video
- Men 5000m FINAL 1999 IAAF World Athletics Championships Seville auf youtube.com, abgerufen am 13. Juli 2020